# 英國2019冠狀病毒病疫苗接種計劃

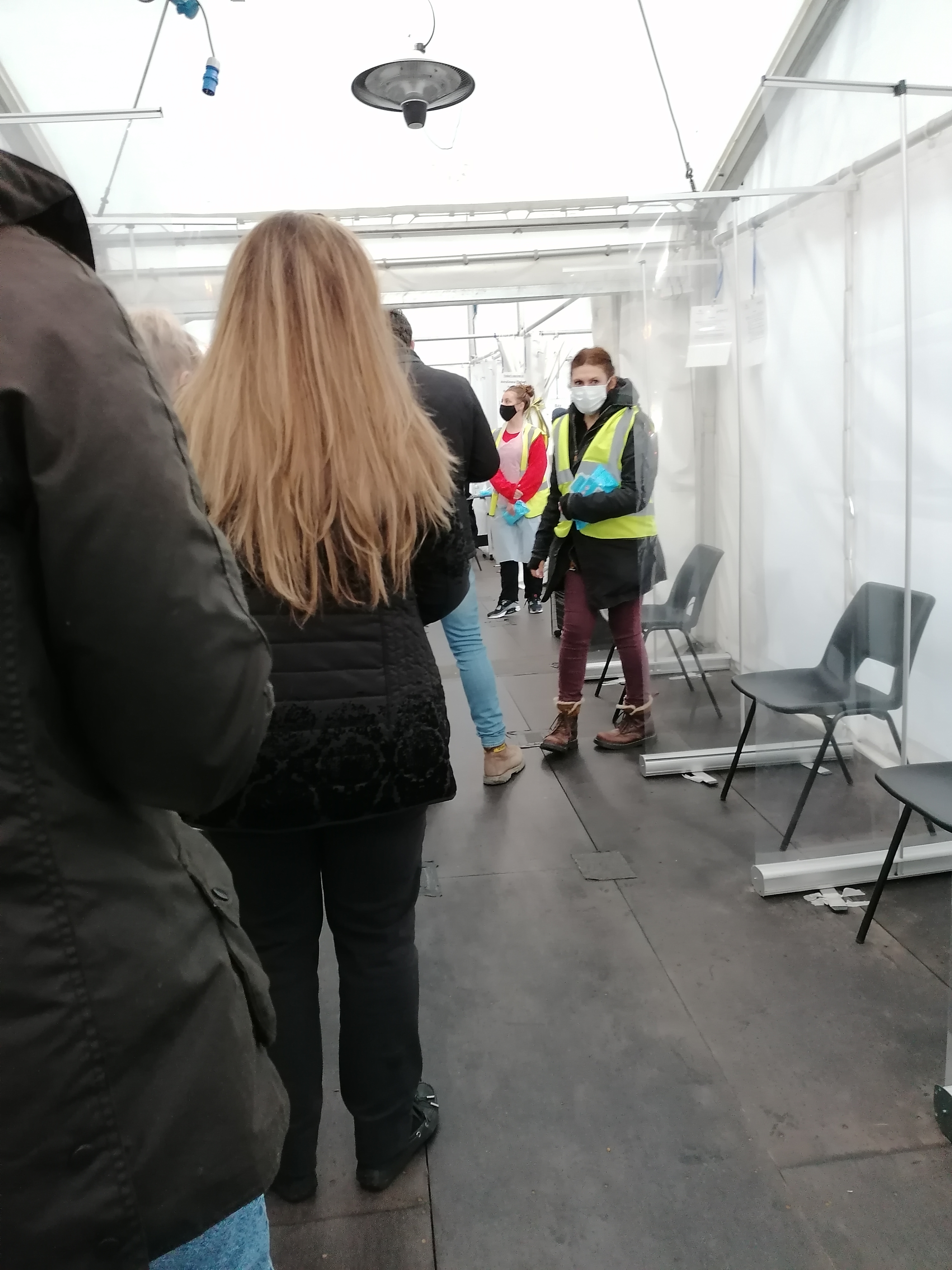
正在芬奇利一間接種中心輪候接種牛津-阿斯利康疫苗的人群（2021年3月）

英國的2019冠狀病毒病疫苗接種計劃，是由英國衛生部在英國本土、海外領土及皇家屬地推行、並由國民保健署執行的大規模2019冠狀病毒病疫苗接種計劃。此計劃旨在通過為合資格的英國居民注射2019冠狀病毒病疫苗，以達致對2019冠狀病毒病產生群體免疫。目前，此計劃分別採用牛津－阿斯利康2019冠狀病毒病疫苗、輝瑞－BioNTech 2019冠狀病毒病疫苗、莫德納2019冠狀病毒病疫苗，以及強生2019冠狀病毒病疫苗。接種計劃已於2020年12月8日開始，是全球首個同類型接種計劃；直到2021年5月20日，已有37,250,363名英國本土居民已接種最少一劑疫苗，並有21,239,471人已經完成接種兩劑疫苗。

## 歷史
為遏止2019冠狀病毒病的傳播，全球各地的科研機構及藥廠早於2020年初，開始研發2019冠狀病毒病疫苗；當中，於同年2月由牛津大學開展的同類疫苗研發工作（即後來的牛津－阿斯利康疫苗），為英國研製同類疫苗奠下基礎。
隨著英國國產的牛津－阿斯利康疫苗於同年11月23日公佈中期結果，英國政府亦在同月28日宣佈將開展相應的接種計劃，並於同日起委任保守黨國會議員纳齐姆·扎哈维為衛生部轄下特設的「2019冠狀病毒病疫苗接種事務政務次官」，象徵接種計劃進入直路。
同年12月4日，輝瑞－BioNTech 2019冠狀病毒病疫苗獲得英國藥品與保健品管理局批准緊急使用，成為全球首個使用該款疫苗的國家及地區。四日後，英國的接種計劃於同年12月8日正式開始，成為全球第一個開展2019冠狀病毒病疫苗接種的國家及地區；當中，90歲老婦基南（Margaret Keenan）為全英國、以至全球首位接種2019冠狀病毒病疫苗的人；隨後，在和域郡居住、第二位接種疫苗的81歲老翁莎士比亞（William Shakespeare），亦成為全球首名男性接種者。
繼輝瑞疫苗後，牛津－阿斯利康疫苗亦在同年12月30日獲英國藥品與保健品管理局批准緊急使用，並於翌年1月4日起開始接種。
2021年1月9日，英女皇伊利沙伯二世與皇夫菲臘親王，於溫莎堡接種首劑疫苗，而威廉王子亦在一星期後接受疫苗注射。
2021年4月7日，英國第三款引進的莫德納2019冠狀病毒病疫苗在獲批三個月後，亦開始投入接種。
2021年5月28日，英國第四款引入的強生2019冠狀病毒病疫苗獲批准緊急使用，為此計劃中唯一一款僅需接種一次的疫苗。
2021年6月4日，英国批准該国12岁至15岁的青少年接种辉瑞疫苗。
按照目前的時間表，英國預計將於2021年7月31日前，讓所有18歲及以上成人均可接種2019冠狀病毒病疫苗。
2021年9月16日，英国政府开始实施新冠疫苗“加强针”计划。11月15日起40岁以上人群可以接种新冠疫苗加强针。
2021年11月9日，英国卫生大臣贾维德表示，英格兰的卫生工作者必须在2022年4月1日前接种新冠疫苗，这是英国国民保健制度一线人员的强制性就业条件。
截至2021年12月10日，英国已有超过80%的成年人完成两剂冠病疫苗接种，近40%注射了第三剂。

## 採用疫苗

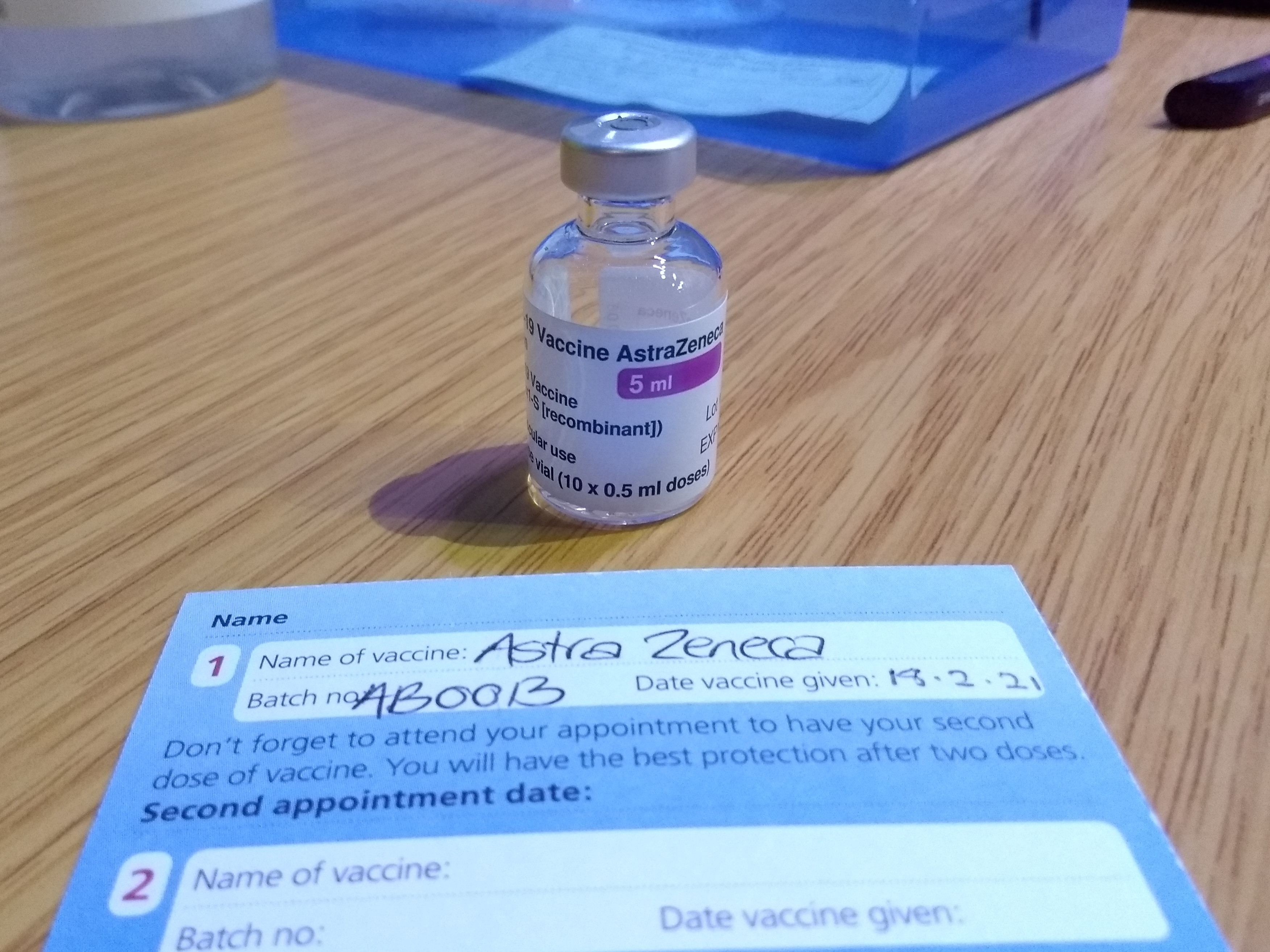
已用的牛津-阿斯利康疫苗及相應接種紀錄（針卡）

截至2021年4月，英國政府已訂購5億1700萬劑2019冠狀病毒病疫苗，詳情如下：

### 現正採用
| 疫苗品牌                                      | 疫苗類型       | 研發機構                                                         | 研發國家     | III期臨床試驗有效率 | 已訂購劑量  | 英國批核狀況             | 啟用日期              |
| --------------------------------------------- | -------------- | ---------------------------------------------------------------- | ------------ | ------------------- | ----------- | ------------------------ | --------------------- |
| 辉瑞－BioNTech 2019冠状病毒病疫苗（BNT162b2） | RNA疫苗        | BioNTech、輝瑞製藥                                               | 德國、美國   | 95.0%               | 100,000,000 | 2020年12月2日獲緊急批核  | 2020年12月8日開始接種 |
| 牛津－阿斯利康2019冠状病毒病疫苗              | 腺病毒載體疫苗 | 牛津大學、阿斯利康                                               | 英國         | 70.4%               | 100,000,000 | 2020年12月30日獲緊急批核 | 2021年1月4日開始接種  |
| 莫德纳2019冠状病毒病疫苗                      | RNA疫苗        | 莫德纳、美國國家過敏和傳染病研究所、生物醫學高級研究與開發管理局 | 美國         | 94.0%               | 17,000,000  | 2021年1月8日獲緊急批核   | 2021年4月7日開始接種  |
| 強生2019冠狀病毒病疫苗                        | 腺病毒載體疫苗 | 杨森制药（強生公司子公司）                                       | 美國、比利時 | 66.0%               | 30,000,000  | 2021年5月28日獲緊急批核  | 尚未交付              |

### 已訂購但未獲批
除上述疫苗外，英國政府亦另行訂購了五種2019冠狀病毒病疫苗，詳列如下：
| 疫苗品牌                             | 疫苗類型       | 研發機構                           | 研發國家   | III期臨床試驗有效率 | 已訂購劑量  |
| ------------------------------------ | -------------- | ---------------------------------- | ---------- | ------------------- | ----------- |
| 诺瓦瓦克斯2019冠状病毒病疫苗         | 蛋白質亞基疫苗 | 诺瓦瓦克斯医药、流行病預防創新聯盟 | 美國、挪威 | 89.0%               | 60,000,000  |
| 赛诺菲－葛蘭素史克2019冠状病毒病疫苗 | 蛋白質亞基疫苗 | 赛诺菲巴斯德、葛蘭素史克           | 法國、英國 | 未完成測試          | 60,000,000  |
| VLA2001                              | 滅活疫苗       | Valneva                            | 法國       | 未完成測試          | 100,000,000 |
| CVnCoV                               | RNA疫苗        | CureVac                            | 德國       | 未完成測試          | 50,000,000  |

## 推行安排

### 接種資格
所有合資格接種人士需按照「疫苗接種及免疫聯合委員會」訂定的期數及優先組別（部分地區的國民保健署或會因應實際情況，作出與委員會決定不一致的特別安排），逐步參與接種計劃，詳列如下：
| 接種計劃期數 | 優先組別次序 | 優先組別1                    | 預計新增受惠人數 |
| ------------ | ------------ | ---------------------------- | ---------------- |
| 1            | 1            | 安老院院友及護理人員         | 800,000          |
| 1            | 2            | 前線醫護人員、80歲或以上長者 | 7,100,000        |
| 1            | 3            | 75歲或以上長者               | 2,300,000        |
| 1            | 4            | 70歲或以上長者、重病病人2    | 4,400,000        |
| 1            | 5            | 65歲或以上長者               | 2,900,000        |
| 1            | 6            | 16-64歲容易染疫的長期病患者3 | 7,300,000        |
| 1            | 7            | 60歲或以上成人               | 1,800,000        |
| 1            | 8            | 55歲或以上成人               | 2,400,000        |
| 1            | 9            | 50歲或以上成人               | 2,800,000        |
| 2            | 10           | 40歲或以上成人               | 合共21,000,000   |
| 2            | 11           | 30歲或以上成人               | 合共21,000,000   |
| 2            | 12           | 18歲或以上成人               | 合共21,000,000   |

截至2021年5月20日，此接種計劃已於英格蘭地區，開放予34歲或以上合資格人士參與。預計在同年7月31日前，全英國所有18歲以上合資格成人均可接種疫苗。
1優先組別中「年齡」定義以接種者在2021年7月1日的年齡作準。
2「重病」定義包括以下疾病或情況：曾接受器官移植、正在治療的癌症、患有任何脾臟疾病（包括曾接受脾臟切除術）、末期慢性腎病、唐氏綜合症、接受免疫壓抑相關治療，以及任何經醫護人員鑑定的重病。
3「容易染疫的長期病」定義包括以下疾病或情況：心、肺及肝臟長期疾病、糖尿病、任何期數的慢性腎病、腦或神經疾病、精神障礙、學習障礙、愛滋病、可削弱免疫力的免疫系統相關疾病、接受免疫壓抑相關治療，以及BMI大於40的嚴重肥胖人士。

### 接種場地
此計劃的接種場地共分為四種：普通科診所、醫院、社區藥房及指定接種中心。截至2021年5月尾，英格蘭地區共有2,057個接種點，當中普通科門診佔總數的一半，而其他地區暫未公佈詳細數字；至於各地區的接種點分佈，可參見以下地圖：

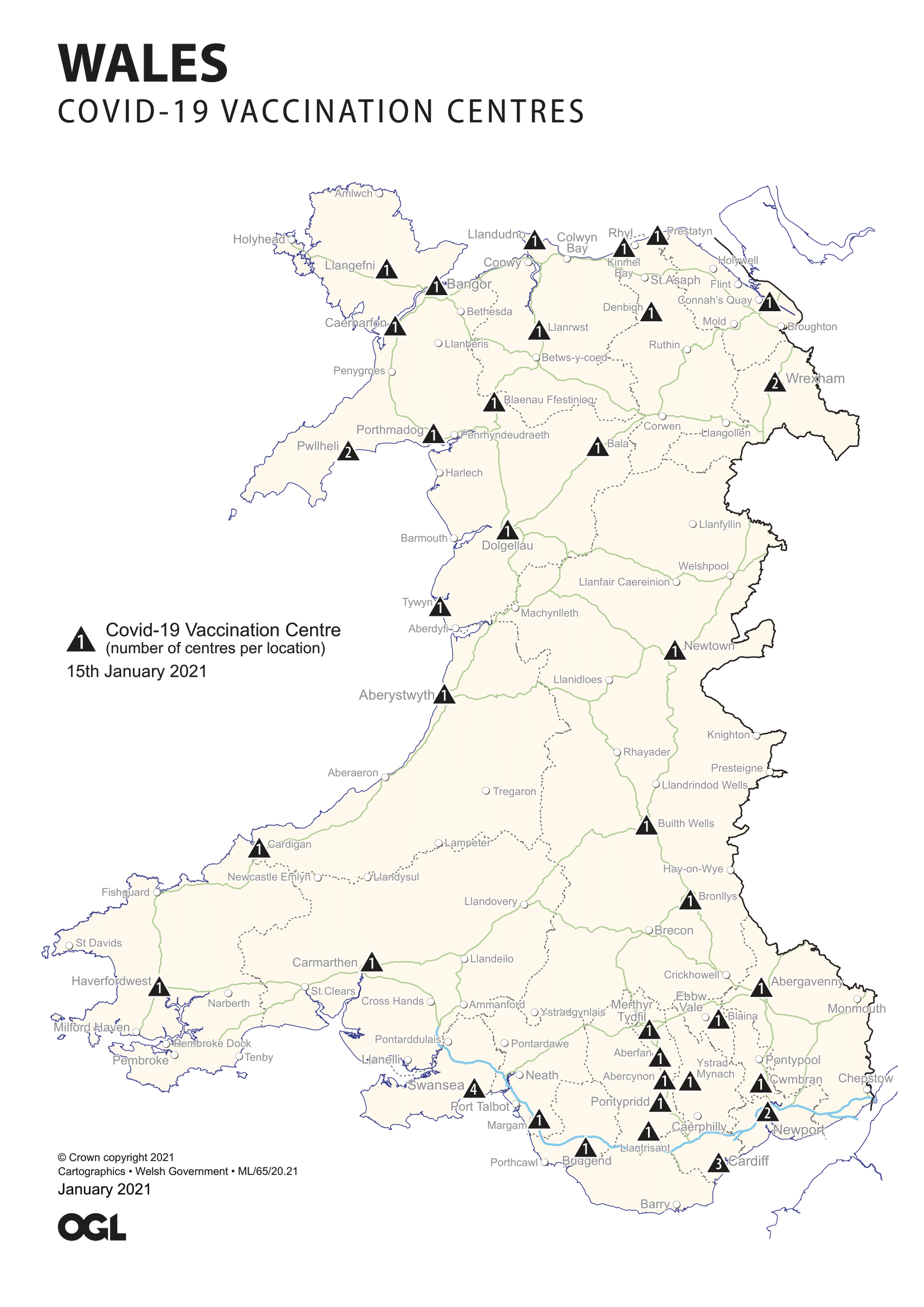
威爾斯地區接種點分佈圖（2021年1月）
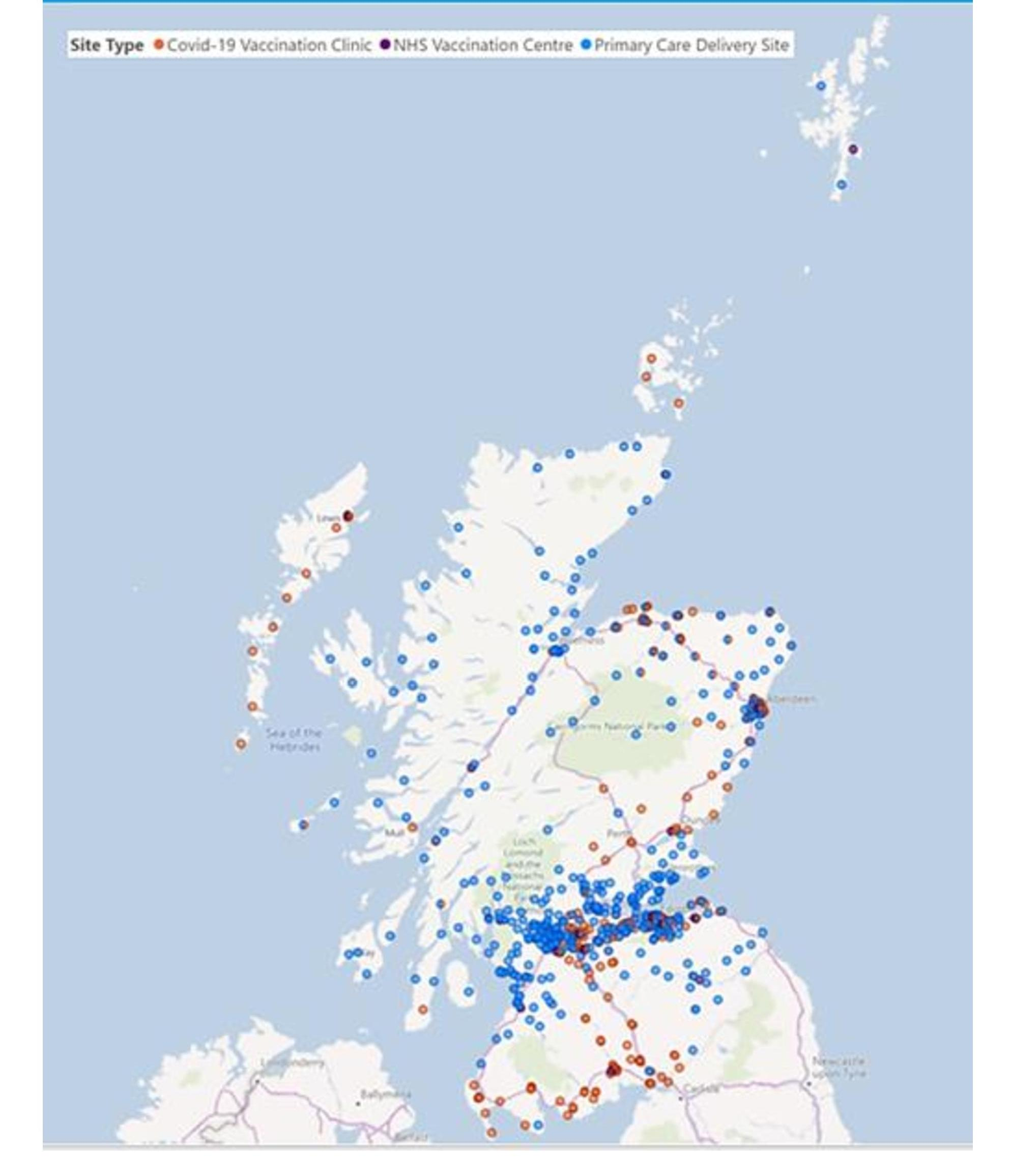
英格蘭地區接種點分佈圖（2021年5月）
- 蘇格蘭地區接種點分佈圖（2021年1月）

## 接種數字
以下資料來自GOV.UK：

### 按各地區計算
最後更新：2021-05-21
| 地區     | 已接種第一針人數 | 已接種第二針人數 | 整體已接種人數 |
| -------- | ---------------- | ---------------- | -------------- |
| 英格兰   | 31,546,846       | 18,699,556       | 50,246,402     |
| 苏格兰   | 3,096,341        | 1,799,956        | 4,896,297      |
|          | 2,069,689        | 969,682          | 3,039,371      |
| 北爱尔兰 | 1,014,048        | 602,303          | 1,616,351      |

## 不良反應
截至2021年5月12日，全英國在接種2019冠狀病毒病疫苗後的不良反應比率為千分之3-6。至於按地區及疫苗品牌分類的不良反應個案數字，詳列如下：
| 地區     | BioNTech - 輝瑞 | 牛津 - 阿斯利康 | 莫德納 | 不詳 |
| -------- | --------------- | --------------- | ------ | ---- |
| 英格兰   | 45,336          | 148,419         | 1,194  | 345  |
| 苏格兰   | 4,545           | 11,310          | 100    | 65   |
|          | 3,438           | 7,869           | 102    | 37   |
| 北爱尔兰 | 1,327           | 2,036           | 0      | 5    |